# Mount Pleasure
Mount Pleasure är ett musikalbum av Moneybrother som släpptes den 22 augusti 2007 på skivbolaget Burning Heart.
Albumet toppade albumlistan i Sverige, som andra album av Moneybrother efter To Die Alone.
Beställde man albumet online fick man dessutom en bonus-cd med tre extralåtar.

## Låtlista
1. "Guess Who's Gonna Get Some Tonight" - 3:26
2. "Down at the R" - 3:33
3. "It Will Not Happen Here" - 3:43
4. "It Might As Well Be Now" - 4:51 (duett med Ane Brun)
5. "Any Other Heart" - 4:21
6. "Just Another Summer" - 2:55
7. "It Is Time for Falling Apart" - 3:42
8. "Will There Be Music?" - 3:18
9. "No Damn, I Don't Love You" - 3:44
10. "I Know It Ain't Right" - 4:39

### Bonus-CD
1. "Magic Moments"
2. "Much Too Baby"
3. "Ruby Baby"

## Listplaceringar
| Lista (2007) | Topplacering |
| ------------ | ------------ |
| Norge        | 31           |
| Sverige      | 1            |

### Fotnoter
1. 1 2  Listplacering